# 王凤楼镇
王凤楼镇，是中华人民共和国山東省德州市平原县下辖的一个乡镇级行政单位。

## 行政区划
王凤楼镇下辖以下地区：
凤楼社区、南街社区、五麻社区村、东方社区村、凤凰社区村、前进社区村、古楼社区村、爱民社区村、富民社区村、和谐社区村、希望社区村、古郡社区村、红星社区村、张府社区村、幸福社区村、胜利社区村、磐石社区村、盛达社区村和沙河社区村。